# Линдаль, Хедвиг
Рут Хедвиг Линдаль (швед. Rut Hedvig Lindahl; род. 29 апреля 1983, Вестра-Вингокерс, Сёдерманланд) — шведская футболистка, вратарь. Становилась лучшим голкипером года в Швеции в 2004, 2005 и 2009 годах.

## Ранняя карьера
В возрасте 13 лет стала профессиональной футболисткой. До этого играла за молодёжные клубы «Гроппторпс» и «Баггеторпс». Начинала свою карьеру как нападающий, но потом сменила амплуа на вратаря.

## Клубная карьера
С 1996 года выступала за профессиональные футбольные клубы. В 2001 году перешла в футбольный клуб «Мальмё». Закончила своё выступление за эту команду в 2003 году, перейдя в ФК «Линчёпинг». За «Линчёпинг» Хедвиг провела пять сезонов с 2004 по 2009 годы. С 2009 по 2010 годы футболистка выступала за футбольный клуб «Гётеборг». Но после сезона 2010 главный тренер команды Турбьёрн Нильссон решил не продлевать контракт с футболисткой, и в 2011 году Линдаль перешла в клуб «Кристианстад».

## Международная карьера
Выступает за национальную сборную Швеции с 2002 года. Участница Чемпионатов Европы 2005 и 2009, Чемпионатов мира 2003, 2007 и 2011, а также летних Олимпийских игр 2004, 2008 и 2012.

## Достижения
«Линчёпинг»
- Обладатель Кубка Швеции (2): 2006, 2008
- Итого: 2 трофея

«Челси»
- Чемпион Суперлиги 1: 2015
- Обладатель Кубка Англии: 2015
- Итого: 2 трофея

## Личная жизнь
Состоит в браке с девушкой Сабин Вилльмс (Sabine Willms) с 2011 года. В 2014 году у пары родился сын Тимоти (Timothy). В январе 2017 года у пары родился второй сын.